# قلعة ساكسايهوامان

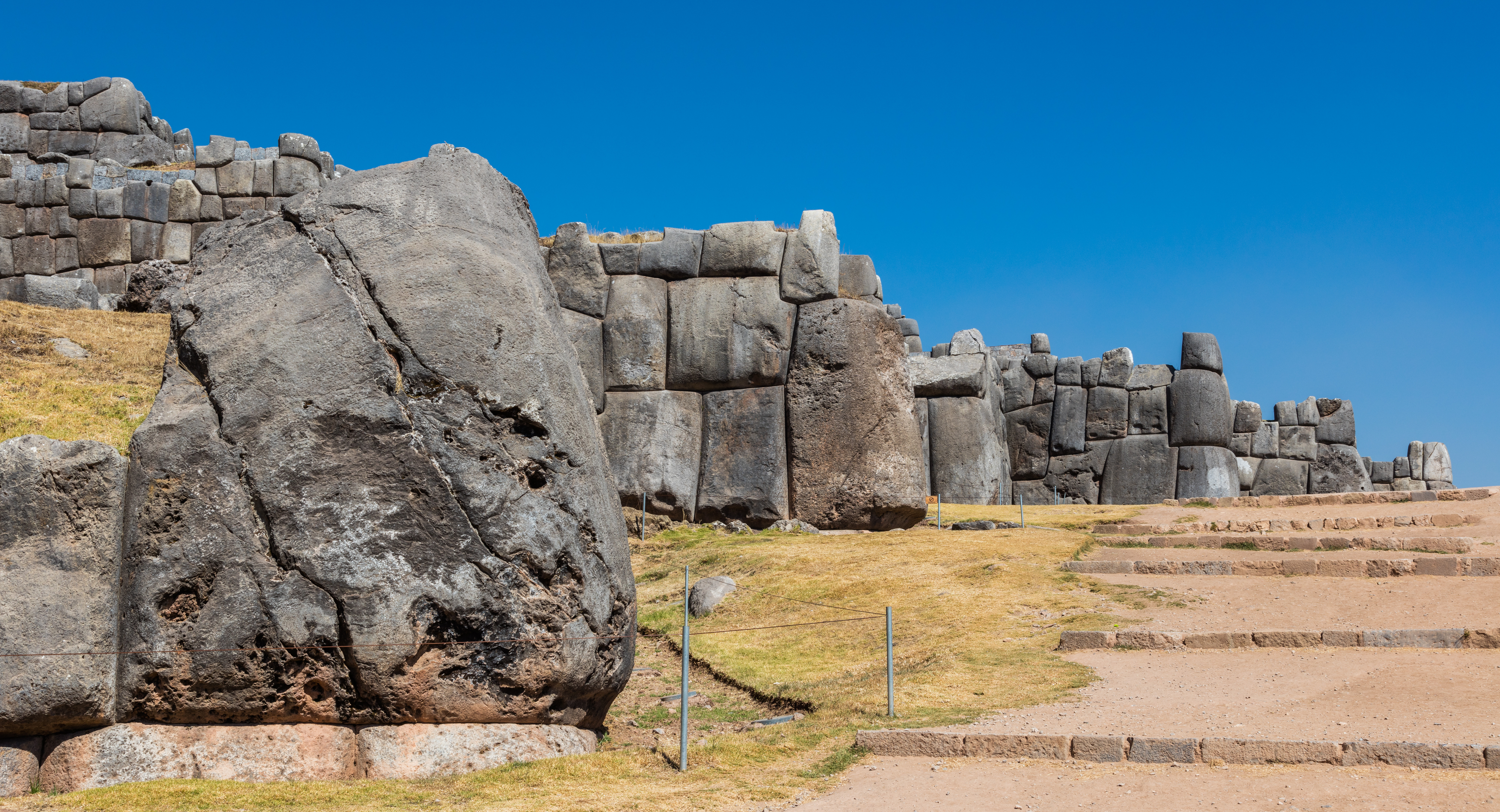
منظر جانبي لجدران ساكسايهوامان يوضح تفاصيل الأعمال الحجرية وزاوية الجدران.

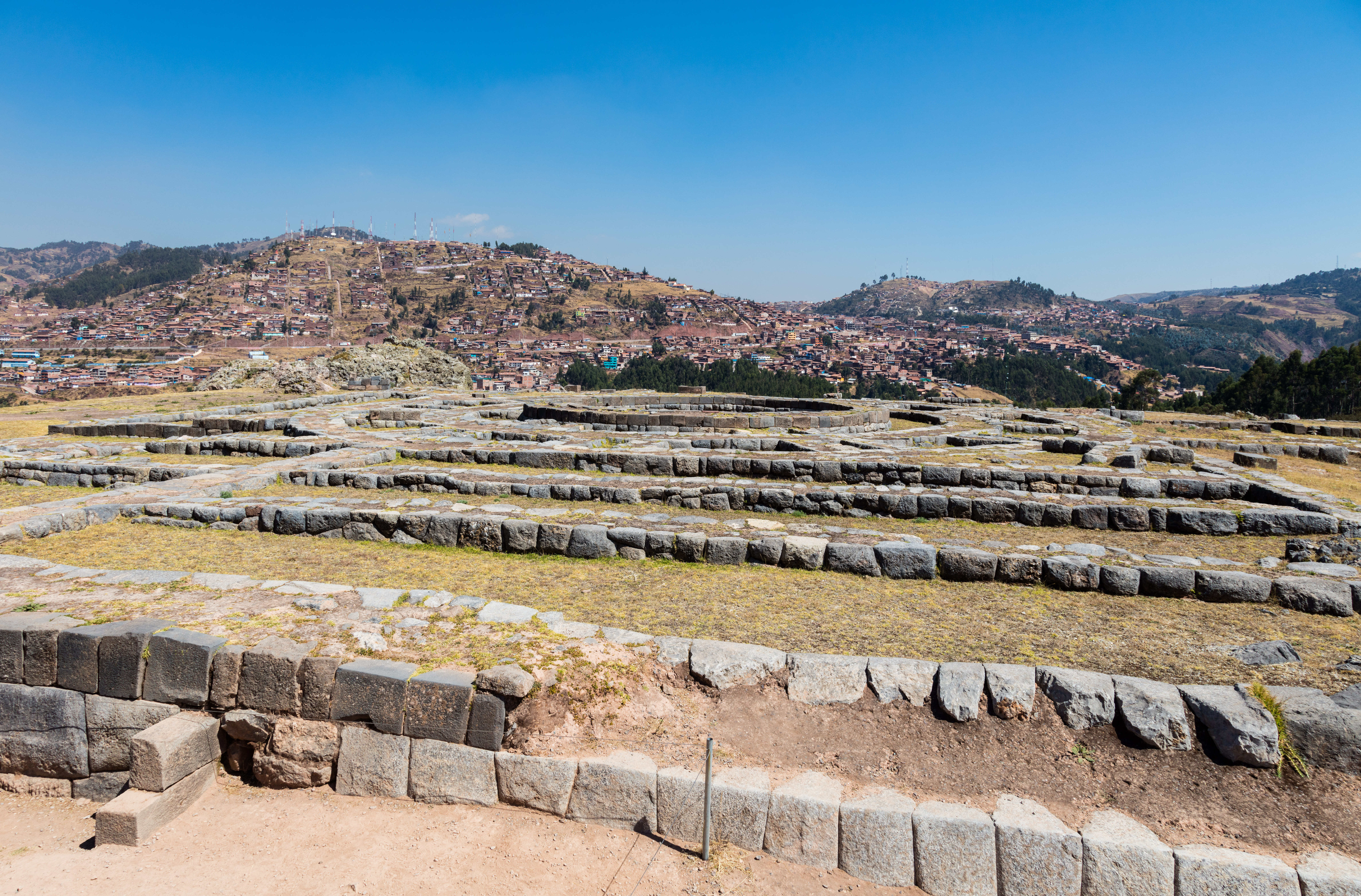
مويوق ماركا

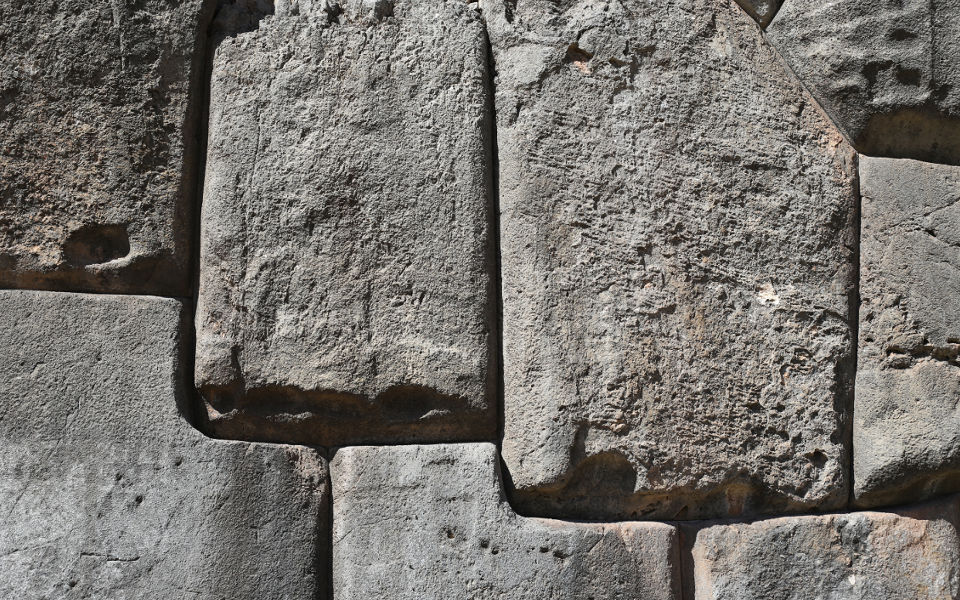
صورة مقربة لجدار حجري

ساكسايهوامان، والتي يمكن تهجئتها بعدة طرق مختلفة (ربما من لغة Quechua ،waman falcon  أو الصقر المتغير)، عبارة عن قلعة في الضواحي الشمالية لمدينة كوسكو، بيرو، العاصمة التاريخية لإمبراطورية الإنكا.
تم بناء المجمع من قبل الإنكا في القرن الخامس عشر، لا سيما في عهد باتشاكوتي والخلفاء. بنوا جدران حجرية جافة مبنية من حجارة ضخمة. قام العمال بقطع الصخور بعناية لربطها ببعضها البعض بإحكام بدون ملاط. الموقع على ارتفاع 3,701 متر (12,142 قدم).
في عام 1983، تم تصنيف كوسكو وساكسايهوامان معًا كمواقع على قائمة التراث العالمي لليونسكو، للاعتراف والحماية الدوليين.

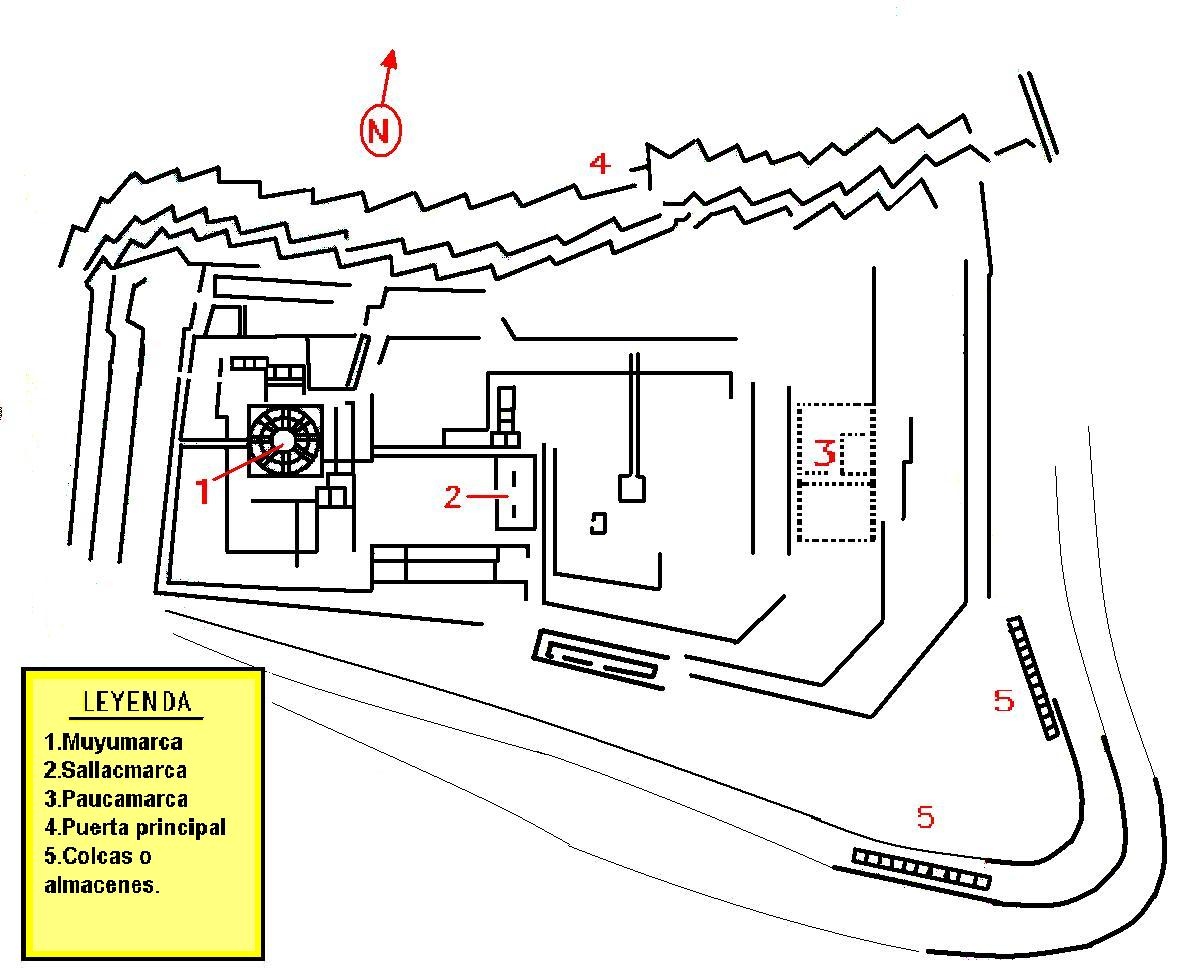
خطة ساكسايهوامان.

## وصلات خارجية
- مقال بي بي سي اكتشافات جديدة في ساكسايهوامان
- أعظم الألغاز في العالم لغز ساكسايهوامان